# Engelbert Maximilian Buxbaum
Engelbert Maximilian Buxbaum (* 24. Oktober 1934 in Mindelheim; † 14. Oktober 2019 in Bad Reichenhall) war ein deutscher römisch-katholischer Geistlicher und Kirchenhistoriker.

## Leben
Engelbert Buxbaum studierte Philosophie an der Philosophisch-Theologische Hochschule Dillingen und ab 1955 Theologie und Geschichte an der Ludwig-Maximilians-Universität München. Er war Alumnus des Herzogliches Georgianums. Nach seiner Priesterweihe am 22. Juli 1962 wirkte er als Stadtkaplan an St. Georg in Augsburg und von 1964 bis 1967 als „Kaplan für das Wochenende“ in Pöcking. 1967 wurde er mit einer von Hermann Tüchle und Götz Freiherr von Pölnitz betreuten Dissertation über Petrus Canisius promoviert. Von 1967 bis 1972 verantwortete er als Pfarrvikar die Restaurierung der Kirche Mariä Himmelfahrt in Walleshausen und des dazugehörigen Pfarrhauses. Von 1972 bis zu seiner Pensionierung 2006 war er Bistumshistoriker des Bistums Augsburg und Seelsorger an St. Maria in Starnberg. 

## Schriften (Auswahl)
- Walleshausen. Ein Führer durch seine Geschichte und Kunst. Ottobeuren 1972, OCLC 631611152.
- Petrus Canisius und die kirchliche Erneuerung des Herzogtums Bayern 1549–1556. Rom 1973, OCLC 462127430.
- Maximilian von Lingg 1842–1930. Leben und Wirken eines Bischofs nach eigenen und zeitgenössischen Dokumenten. St. Ottilien 1982, ISBN 3-88096-731-8.
- Dr. Joseph Freundorfer, Bischof von Augsburg (1949–1963). Sein Leben und Wirken nach eigenen und zeitgenössischen Dokumenten, Band 1: Vom „Waldler-Buben“ zum Hochschulprofessor und regierenden Bischof. Studien und Dokumente. Regensburg 2004, ISBN 3-7954-1633-7.